# Pseudophacopteron magnum
Pseudophacopteron magnum är en insektsart som beskrevs av Malenovsk² och Burckhardt 2009. Pseudophacopteron magnum ingår i släktet Pseudophacopteron och familjen Phacopteronidae.
Artens utbredningsområde är Tanzania. Inga underarter finns listade i Catalogue of Life.